# 南风亭长
南风亭长，生卒年不详，生平事迹不详，清代侦探小说作家。于宣统元年七月初一（1909年8月16日）开始于上海环球社的《图画日报》创刊号上连载侦探小说《中國偵探羅師福》。宣统元年十二月初六（1910年1月16日），该作品连载到第二案的第九章时，突然断更。《图画日报》的编辑称“稿未寄到，不得不暂停数日”，但第九章之后的稿件从未寄到，《罗师福》也就此没有了后文。

## 作品
- 《罗师福》，全名《中国侦探罗师福》。“罗师福”是小说中名侦探的名字，这个名字“取师事福尔摩斯之意”，可看做是对柯南·道尔的一种致敬。[1]
- 《官公司》 1909年10月30日，《旅客》第2卷第41期（标注为“时事短篇”）[2]
- 《西中先生传》 1909年12月23日 《中西日报》附章“杂录”栏（标注为“纪事小说”）[2]
- 《遗传毒》 1910年1月11日 《十日小说》第十一册（标注为“短篇实事”）[2]

## 关于真实身份的猜测
像晚清-民国时期的很多侦探小说作家一样，《罗师福》的作者南风亭长也使用了笔名。目前关于他的真实身份和生平事迹还有待考证。习斌在《晚清稀见小说鉴藏录》中写道：“南风亭长为上海环球社部员，其人生平不详。”而据文学评论家华斯比考证，南风亭长可能系演员及剧作家陈大悲早年的笔名。
据华斯比考证，在晚清-民国时期的文献上最后一次出现“南风亭长”这个名字，是在1911年6月2日的《申报》上。在一篇介绍中国青年会慈善募捐演出的报道中出现了这样的记载：“许少甫、南风亭长、张廷荣、林步瀛、张尔云诸君合演之《哀鸿泪》一剧，座客为之惨然下泪……”这一记载也说明南风亭长应如陈大悲一样，是一位表演家。
华斯比又发现，《罗师福》第二案的第七章中，曾经提到了一篇发表在《时事报》上的文言文侦探小说《玫瑰贼》。这部小说于光绪三十四年七月十八日（1908年8月14日）到同年七月二十四日（1908年8月20日）之间连载于《时事报图画杂俎》的第243号到第249号，署名“古越陈听彝”。《玫瑰贼》中登场的侦探也在《罗师福》中登场了，并与罗师福一见如故。
罗侦探也道：“老丈真可谓神乎其技矣！吾不料在这繁华所在，倒得目睹神仙，真正是三生有幸。不知令郎剑术也如老丈否？”
老者道：“他么？虽不及吾的圆熟，究竟工候浅些，可喜他尚能领悟，善于随机应变。他人不知的，有时竟要上他的当，只道是甚么暗门工夫呢！”
罗侦探叹息道：“可惜他不在目前，若得此人共事，还怕不能在世界侦探界中，独树一帜么？眼见得奸党屏迹，大同世界就在中国了。”
老者笑道：“说起侦探来，那是他的旧业了。”
罗侦探随口问道：“令郎从前也曾习过这业么？在何处查过案子？”
老者道：“何尝不曾？从前留学归国后，便在京师居住，因为不喜功名出身，所以蒙某王爷狠器重他，凡有疑难的案件，多来就他商议，侥幸破了几件奇案，一时声名偏传出去，连远处都来请他。那时老夫屡次写信去，教他小心，休遭冤仇，得罢手时且罢手，顺风旗儿毕竟张不到底的。可巧遇着了什么玫瑰贼，这人本领非凡，自称‘盗贼’。那时鸦片烟的禁令尚不严，京中大老，大多是老枪名手。这玫瑰贼专一飞檐走壁，隐入府邸中，将血滴在烟盒里。那运气不好的，抽了几口，就呜呼哀哉了。那时这玫瑰贼闹了这门一个大乱子，官府们可就急了，忙请小儿出去查他。毕竟只查出了玫瑰贼的标记，正想去访他踪迹，忽然那玫瑰贼，堂堂皇皇的，派了马车来接。这一遭，可就把老夫的魂儿急死了一半。”
小亭道：“不错，吾在去年《时事报》上看见一篇小说，叫做什么《玫瑰贼》，不料记的竟是这段故事？”
老者道：“已有人做在书上么？现在的事，真不容易做，好也共知，恶也遍传，莫怪人家不肯出头做事了！”
罗侦探早在书架上看见一本《时事报》的全年画报，翻了一看道：“果然在这里！”
老者笑道：“罗君莫怪亵渎，你老的性度，与小儿竟出一途，一听见什么，便要查究，这真是你们侦探的本性了！且慢，这事果在那里，待老朽看来！”说罢便抢书在手，凑着灯光去看，看了半晌，似乎不解其意，便弃去不看。
罗侦探便问道：“后来令郎见了玫瑰贼便怎样呢？”

老者皱眉道：“见面之后，玫瑰贼便劝他一番，究竟说些甚么话，小儿从未细细的告诉过吾，所以不得而知。小儿因见时势不对，便避了回来，那就是他做侦探的历史了。”又道：“此刻天气不早，二位也得乏了，快请睡罢！”
华斯比据此推测，“陈听彝”是陈大悲的别名（墓志铭上书“陈公大悲（听彝）先生”），而“古越”又与陈大悲的家乡浙江相关。因此“古越陈听彝”极有可能正是陈大悲的笔名，而《玫瑰贼》也是他的作品。而在李民牛和陈步涛的作品《化蛹为蝶：中国现代戏剧先驱陈大悲传》中，也记载道：“1908年，陈大悲考入苏州东吴大学（今苏州大学前身）文学系，回到了故乡苏州。在东吴大学学习期间，他在老师黄人（1866—1913）及其他前辈的栽培下，开始尝试自己创作白话小说，并给上海的一些报刊投稿。”
在得出这一猜想后，华斯比将陈大悲的生平经历与《罗师福》的故事内容进行对比，总结出了一些相似之处：
1. 南风亭长对当时的官场十分了解，而陈大悲正是官僚家庭出身的。
2. 南风亭长对苏州和上海的社会情况十分了解，而陈大悲在苏州长大，九岁和母亲一起移居上海。
3. 南风亭长能读英语，且了解古典小说、戏曲和侦探小说等文艺作品，而因为母亲懂英语，所以陈大悲从小就开始学习英语，他在学生时代也阅读了大量小说和戏曲。
4. 《中国侦探罗师福》第一案的连载时间，正好是陈大悲从上海回到苏州的一年之后，而案件的舞台也设定在了1908年秋季的苏州。
5. 罗师福与陈大悲都是杭州人。
6. 罗师福擅长化妆易容，与陈大悲演员的身份不谋而合。

不过，虽然资料显示陈大悲曾在大学期间创作了白话小说，但在韩日新编纂的《陈大悲研究资料》中却找不到任何1912年前的作品记录。所以华斯比的结论目前为止只能算是一种猜想，而缺乏实证。